# Atympanophrys
Atympanophrys is een geslacht van kikkers uit de familie Megophryidae. De groep werd voor het eerst wetenschappelijk beschreven door Wan-shu Tian en Shu-qin Hu in 1983.
Er zijn vier soorten die allemaal voorkomen in delen van Azië en endemisch leven in China.

## Taxonomie
Geslacht Atympanophrys
- Soort Atympanophrys gigantica
- Soort Atympanophrys nankiangensis
- Soort Atympanophrys shapingensis
- Soort Atympanophrys wawuensis

Atympanophrys · 
Brachytarsophrys · 
Megophrys · 
Ophryophryne · 
Panophrys · 
Pelobatrachus · 
Xenophrys · 

Incertae sedis

"Megophrys" dringi · 
"Megophrys" feii